# Krzysztof Pusz

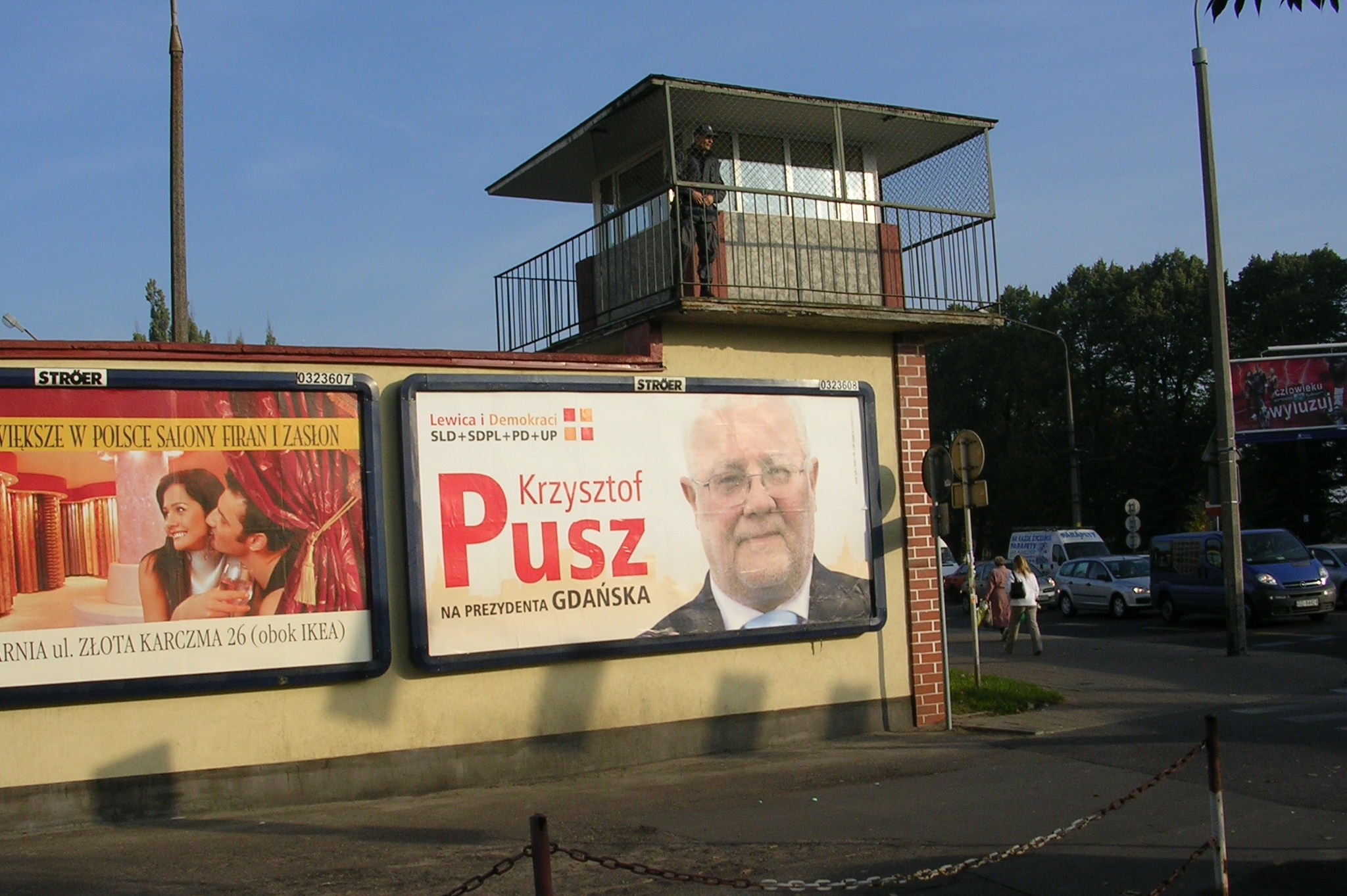
Kampania Krzysztofa Pusza przed wyborami samorządowymi w 2006

Krzysztof Zbigniew Pusz (ur. 21 kwietnia 1951 w Gdańsku) – polski polityk i prawnik. W latach 1990–1991 szef Gabinetu Prezydenta RP i podsekretarz stanu w Kancelarii Prezydenta RP, w 1998 wicewojewoda gdański, w latach 1999–2001 wicewojewoda pomorski.

## Życiorys
Ukończył VII Liceum Ogólnokształcące w Gdańsku, następnie studia na Wydziale Prawa i Administracji Uniwersytetu Gdańskiego. Pracował w Powszechnym Zakładzie Ubezpieczeń, następnie do 1983 w Wojewódzkim Przedsiębiorstwie Handlu Wewnętrznego. Później w latach 80. wykonywał różne zawody (m.in. taksówkarza i dozorcy).
W okresie PRL związany z opozycją demokratyczną, działał w podziemnej „Solidarności”, m.in. po 1981 jako organizator spotkań Tymczasowej Komisji Koordynacyjnej i druku ulotek opozycyjnych. Od 1986 do 1989 pełnił funkcję sekretarza w biurze Lecha Wałęsy, a w latach 1989–1990 był dyrektorem Biura Krajowego „Solidarności”.
Od 1990 do 1991 zajmował stanowisko podsekretarza stanu w kancelarii prezydenta Lecha Wałęsy, będąc m.in. szefem Gabinetu Prezydenta RP. Od 1992 do 1998 pracował w prywatnych przedsiębiorstwach. W połowie lat 90. wstąpił do Unii Wolności. Z rekomendacji tej partii w rządzie Jerzego Buzka sprawował urząd wicewojewody gdańskiego (1998), a następnie I wicewojewody pomorskiego (1999–2001). Później powrócił do biznesu, obejmując kierownicze stanowiska w spółkach prawa handlowego.
Od 2001 kierował regionalnymi strukturami Unii Wolności, a następnie Partii Demokratycznej – demokraci.pl. Z listy tej partii bezskutecznie kandydował do Sejmu w wyborach w 2005. W wyborach samorządowych w 2006 bez powodzenia kandydował na stanowisko prezydenta Gdańska z ramienia LiD, zajmując 3. miejsce spośród 6 kandydatów. W marcu 2009 wystąpił z PD i przystąpił do Stronnictwa Demokratycznego. Został przewodniczącym tej partii w województwie pomorskim oraz członkiem jej rady naczelnej. Powołany także w skład Rady Instytutu Lecha Wałęsy. Od 2017 do 2019 był prezesem zarządu Fundacji im. Lecha Wałęsy.
W 2007, za wybitne zasługi w działalności na rzecz przemian demokratycznych w Polsce, został przez prezydenta Lecha Kaczyńskiego odznaczony Krzyżem Komandorskim Orderu Odrodzenia Polski. W 2015 prezydent Andrzej Duda nadał mu Krzyż Wolności i Solidarności.
W 2015 rozpoczął się jego proces, w którym został oskarżony o nieprawidłowe składowanie odpadów niebezpiecznych przez firmę Port Service z Gdańska, której był prezesem. Sprawa dotyczyła pochodzącej z Ukrainy skażonej ziemi zawierającej substancję heksachlorobenzen, która miała być trzymana w nieszczelnych workach na terenie zakładowym. W 2019 został w tej sprawie ukarany grzywną.
Brat Ryszarda Pusza, przedsiębiorcy i działacza opozycji w PRL.